# Roberto Yahuaca
Roberto Yahuaca är en ort i Mexiko.   Den ligger i kommunen Tijuana och delstaten Baja California, i den nordvästra delen av landet, 2 300 km nordväst om huvudstaden Mexico City. Roberto Yahuaca ligger 177 meter över havet och antalet invånare är 372.
Terrängen runt Roberto Yahuaca är kuperad åt nordost, men åt sydväst är den platt. Havet är nära Roberto Yahuaca västerut. Runt Roberto Yahuaca är det tätbefolkat, med 913 invånare per kvadratkilometer. Närmaste större samhälle är Tijuana, 9,3 km öster om Roberto Yahuaca. Omgivningarna runt Roberto Yahuaca är i huvudsak ett öppet busklandskap.